# جانک (کشتی)

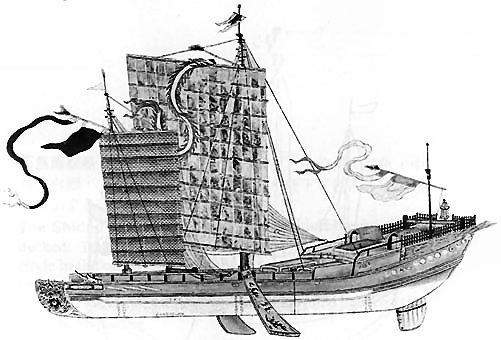
جانک چینی سلسله چینگ از نقاشی طومار توسن نو زو در قرن هجدهم میلادی. این تصویر بادبان های مستطیلی معمولی، سکان نصب شده در عقب و ساخت و ساز مستطیلی شکل بزرگ از کمان تا انتهای جانک های چینی را نشان می دهد

جانک (انگلیسی: Junk) نوعی کشتی بادبانی با سبک مخصوص در دوران باستان چین بود که امروزه نیز هنوز استفاده می‌شود. جانگ برای انجام سفرهای دریایی از اوایل قرن ۲ میلادی مورد استفاده قرار گرفت و به سرعت در طول دودمان سونگ (۹۶۰–۱۲۷۹) توسعه یافت.